# HD 212670
HD 212670，又名BD+17 4746，SAO 107906、HR 8543，是一颗恒星，视星等为6.26，位于銀經81.1，銀緯-32.34，其B1900.0坐标为赤經22h 20m 51.1s，赤緯+17° -32.34′ 8″。